# Redevance pour la responsabilité dans la crise financière
La redevance pour la responsabilité dans la crise financière (en anglais : Financial Crisis Responsibility Fee) est un impôt proposé par le président des États-Unis Barack Obama en janvier 2010. Cet impôt, qui n'a jamais été adopté, devait s'adresser aux banques d'affaires et aux établissements d'investissement à l'origine de la crise financière de 2007-2010. 

## Concept
La crise financière de 2007 provoque une grande récession aux États-Unis et dans le monde. En 2010, lorsque le système bancaire a été consolidé et que l'économie reprend le chemin de la croissance, le président Obama propose un impôt ciblant spécifiquement les entreprises bancaires et financières qui disposaient de plus de 50 milliards de dollars d'actifs et qui bénéficiaient du Troubled Assets Relief Program. La redevance aurait touché environ 1% des banques et institutions financières américaines, et aurait été calculée comme 0,15% du capital Tier 1 de ces entreprises. 
L'impôt aurait touché une cinquantaine de banques et d'institutions financières. L'étude préliminaire réalisée par l’État indique que l'impôt devait rapporter 117 milliards de dollars au Trésor américain sur un terme de dix ans. Ce montant correspond au montant maximal des pertes envisagées par le Trésor sur le plan de renflouement bancaire, à hauteur de 700 milliards de dollars. 